# Enchère (poker)
Au poker, le système d'enchères détermine la manière de miser des jetons et d'avancer dans la partie. Les enchères succèdent à des mises forcées telles que les blinds — la nature exacte de ces mises dépendant de la variante jouée. Groupe de jeux de cartes vraisemblablement né en Europe au XVIe siècle,.

## Termes utilisés dans cet article
Dans cet article, on utilisera les termes :
- Coup pour désigner une manche d'une partie de poker, de la distribution des cartes à l'abandon de l'avant-dernier joueur ou jusqu'à l'abattage des cartes des joueurs qui ne se sont pas couchés ;

- Tour qui désigne un tour de mise dans une manche (qui commence par le premier joueur qui enchérit et se termine une fois les mises égalées) ;

- Pot qui désigne l'ensemble des mises déjà enchéries par les joueurs et placé au centre de la table ;

- Tapis qui désigne les sommes que chaque joueur peut miser (son bas de laine en quelque sorte). Tapis est également un terme qu'un joueur peut utiliser lors d'un tour (voir plus bas).

## Option des joueurs lors d'un tour d'enchères
Les joueurs enchérissent chacun leur tour dans le sens des aiguilles d'une montre à partir du donneur sauf au premier tour où les joueurs ayant payé les petites et grosses blinds enchérissent en dernier (et sauf aux studs où c'est le joueur ayant la plus forte main affichée qui commence) et choisissent une des quatre possibilités suivantes : suivre (to call en anglais), relancer (to raise), se coucher ou passer (to fold) ou, sous conditions, parler (to check).

### Suivre /To call
Suivre (« suivi ») permet au joueur de rester dans le coup et de jouer à hauteur de la mise précédente qui est forcément la plus importante qui a été faite. Si la mise qu'il veut suivre est plus importante que son tapis, un joueur peut tout de même suivre en disant « tapis » (all in en anglais), il ne pourra alors prétendre jouer et remporter les mises qu'à hauteur de celui-ci. 
Pour plus de précisions sur le tapis : 

### Relancer /To raise
Un joueur « relance » quand il mise plus que la dernière et plus importante mise faite précédemment. Il dit alors « je relance de (montant de sa relance) », la relance étant la différence avec la mise précédente. 
La coutume veut que le joueur qui relance dépose dans un premier temps le complément jusqu'à la mise précédente avant d'annoncer sa relance. Pour des raisons techniques évidentes, cette coutume n'est le plus souvent pas reprise dans les jeux de poker sur Internet.
Les règles de relance sont déterminées par le type d'enchères jouées : le mode limit, le mode pot limit, le mode no limit et plus rarement le mode half-pot limit.
On notera que le terme anglais raise (signifiant « augmenter ») est utilisable à tout moment dans un tour alors qu'en français on utilise celui de relancer uniquement au cours du jeu, le premier joueur à miser lors d'un tour déclarant « j'ouvre à (montant de sa mise) » au moment opportun.

### Se coucher /To fold
Un joueur dit qu'il « se couche » ou qu'il « passe » lorsqu'il abandonne le coup. Ses cartes sont alors placées au centre de la table faces cachées ou visibles ; il ne pourra dès lors plus miser ni récupérer les jetons qu'il avait alors engagés ou gagner le pot à la fin du tour.

### Parler /To check
Parler (ou faire « parole ») signifie que le joueur ne mise ni ne se couche. Cela implique qu'il reste dans le jeu et peut espérer remporter le pot. Ce cas de figure n'est possible qu'à la condition que personne n'ait relancé avant lui dans le tour. En somme, le premier joueur à pouvoir le faire au premier tour est celui qui a déposé la grosse blinde et, aux éventuels tours suivants, le premier joueur restant en jeu à gauche du donneur.
À noter qu'un joueur qui relance après un joueur « parole » oblige ce dernier soit à passer, soit à suivre, soit à relancer à son tour.

## Facilité pour compter
Lorsque les joueurs enchérissent, il est d'usage que chacun conserve devant lui bien en évidence et bien séparé de son tapis l'ensemble de ses mises pour le tour. Ceci afin qu'il soit plus simple aux autres joueurs de déterminer le montant des enchères.
Sur une table de poker, un tapis matérialise la zone de jeu afin de séparer clairement les jetons possédés par un joueur et ceux qu'il a misés durant le tour.
À la fin d'un tour, l'ensemble des mises est rassemblé au centre de la table dans le pot.

## Fin d'un tour d'enchères
Un tour d'enchères se termine :
- soit quand tous les joueurs qui ne se sont pas couchés et qui n'ont pas misé tout leur tapis (donc ceux qui peuvent encore parler) ont parlé et misé le même montant, qu'il soit nul ou non ;
- soit quand tous les joueurs, sauf un, se sont couchés.

## Fin des tours d'enchères
Selon la variante du poker, les tours d'enchères se terminent une fois qu'un nombre défini de tours ont été joués. Les joueurs restés en jeu passent alors à la phase d'abattage.